# Grêmio Esportivo Juventus
O Grêmio Esportivo Juventus é um clube brasileiro de futebol, sediado na cidade de Jaraguá do Sul, no estado de Santa Catarina. Suas cores são bordô, preto e branco.

## História
O Juventus foi fundado no dia 1º de maio de 1966, por um grupo de 27 pessoas do Movimento da Juventude Católica de Jaraguá do Sul, incluindo os Padres Elemar Scheidt e Odílio Erhardt, tendo como seu primeiro presidente o Sr. Loreno Antônio Marcatto. Inicialmente, as cores do clube seriam vermelho, branco e preto, conforme o estatuto. Porém, o bordô foi adotado posteriormente, durante a disputa do Campeonato Catarinense de 1976, em homenagem ao clube homônimo existente em São Paulo.
Sua primeira sede foi o salão Paroquial Cristo Rei, mudando mais tarde para o Estádio João Marcatto, este doado ao clube pelos Senhores Dorval Marcatto, Loreno Antonio Marcatto, Vergílio Chiodini e Renato Pradi. O terreno contava, inicialmente, com uma área de 10.120 m².

### O primeiro título em 1971
O primeiro título na história do Juventus foi em 1971. O clube conquistou, de forma invicta, o Campeonato Regional, mais conhecido como a Taça dos Municípios. Participaram equipes como o Ipiranga e Continental, de Rio Negrinho, Operário, de Mafra, e Dom Pedro II, de Corupá. Faziam parte da equipe de Jaraguá do Sul: Doza (massagista), Carneiro (técnico), Loreno Marcatto (presidente), atletas Epi, Nondas, Sebastião, Edio, Padre Adolfo, Farraco, Spézia, Henrique, Adilson, Amilton, Valdir, Durval, Darci, Jorge, Ari (artilheiro da competição com 13 gols) e Roquinho.
O tricolor jaraguaense atuou na primeira divisão entre os anos de 1976 e 1980. Após 10 anos licenciado do futebol profissional, o clube voltou em 1990 para a disputa da Segunda Divisão Catarinense. E foi preciso somente um ano na Segunda Divisão, para que o Juventus conseguisse seu acesso à divisão de elite do futebol Catarinense. O regulamento previa que somente o campeão subiria, mas uma mudança de última hora tornou possível o acesso, já que o Juventus ficou em segundo lugar na competição.
A equipe jogou a primeira divisão entre 1991 e 1997. Foi no ano de 1994 que o Juventus teve uma das melhores campanhas de sua história na Série A do Campeonato Catarinense. Com um ataque avassalador, que balançou as redes em mais de 50 oportunidades, a equipe chegou até a semifinal, quando enfrentou o Figueirense. Depois de empatar, em casa, por 1 a 1, o time jaraguaense perdeu para o alvinegro na capital, por 1 a 0, ficando com a terceira colocação do Estadual. Na foto, em pé: Neilor, Leonetti, Alcir, Nei, Luisinho, Celso Rezende (preparador físico) e Dr. Glenio (médico). Agachados: Índio (massagista), Silvinho, Indio, Alaor, Carlos Alberto e Ricardo.

### Mudança de nome
Em 1996, durante a gestão de Ângelo Margutte, a equipe de futebol do Juventus passou a se denominar Jaraguá Atlético Clube. Para justificar mudança na denominação da equipe, Margutte usou como argumento o fato do uso do nome da cidade facilitar a identificação da equipe e a obtenção de patrocínio. Esta foi a fase mais crítica do clube, onde uma gigantesca dívida foi contraída. O Juventus, então chamado Jaraguá, ficou com a sua imagem prejudicada na cidade e como resultado do colapso financeiro foi rebaixado para a Segunda Divisão do Campeonato Catarinense.
Em decisão do Conselho Deliberativo, optou-se por encerrar as atividades profissionais por tempo indeterminado, até que a dívida fosse totalmente paga e a imagem do clube recuperada.

### A volta do Juventus
Em julho de 1998, o Jaraguá voltou a se chamar Grêmio Esportivo Juventus. Em abril de 1999 o Juventus fechou um contrato com a Radix Assessoria e Consultoria, para que respondesse pela Gestão do Departamento de Futebol. No contrato, ficou estabelecido que a Radix seria responsável pelo futebol amador, semi-profissional e profissional do clube, tendo autonomia administrativa, financeira e jurídica. O contrato de gestão era válido até 2005, porém foi encerrado no ano de 2000, após a diretoria do clube concluir que o contrato não era mais benéfico ao clube.

### O primeiro título estadual
Em 2004, o Juventus retornou à disputa de competições de futebol profissional. Neste ano, conquistou seu primeiro título estadual, a Série C do Catarinense (então chamada de Série B1). A equipe conquistou o primeiro turno, ao vencer na final o Brusque (3-1; 1-1). No segundo turno, a decisão foi novamente contra o Brusque, desta vez vencida pelo adversário (0-4; 2-0). Nas semifinais do campeonato, o Juventus eliminou o Figueirense B (2-1; 1-2), enfrentando o Brusque em mais uma decisão. Desta vez, o confronto valeu pelo título do Campeonato. Foi o campeão do primeiro turno contra o campeão do segundo turno, ambos vitoriosos na disputa das semifinais do Campeonato. Com o estádio João Marcatto lotado, o Juventus comemorou o seu primeiro título estadual, com uma vitória por 4 a 2, após empate em 1 a 1 na primeira partida da decisão, em Brusque.
Na campanha do título é possível destacar placares históricos, como a goleada de 6 a 0 sobre o Inter de Lages e 5 a 0 sobre o Real Sport de Blumenau. O fato curioso desta edição é que Juventus e Brusque se enfrentaram 8 vezes, com ampla vantagem para o Juventus. Foram 5 vitórias do Juventus (1-0; 3-1; 2-0; 2-0; 4-2), dois empates (1-1; 1-1) e apenas uma vitória do Brusque (4-0).
Em 2005, participou da Série B (então chamada de Série A2), porta de entrada para a primeira divisão de Santa Catarina. Depois de altos e baixos no decorrer da competição, o tricolor acabou garantindo uma das últimas vagas à elite Estadual, retornando nove anos depois de seu rebaixamento.

### Em 2006, o 3º lugar na Série A
E logo no seu retorno, em 2006, o Juventus surpreendeu e conquistou a terceira colocação, atrás apenas do Figueirense e do Joinville, repetindo assim o feito de 1994. Na primeira fase, o Juventus classificou-se em 2º lugar do Grupo A, com destaques as vitórias de 1 a 0 sobre o Avaí; duas vitórias sobre a Chapecoense (4 a 1 no João Marcatto e 4 a 3 no Índio Condá), além da goleada de 4 a 1 sobre o Atlético de Ibirama. Já na 2º fase, o Juventus classificou-se em 2º lugar do grupo, com 3 vitórias em 6 jogos, duas contra o Metropolitano (1-0; 2-1) e uma vitória contra o Brusque (1-0). Nas semifinais do campeonato, dois confrontos contra o Joinville (0-1; 0-3) e a conquista do 3º lugar geral do Campeonato. Uma campanha histórica.

### Em 2007, primeiro turno arrasador
Em 2007, o Juventus fez uma excelente campanha no 1º turno, ficando em 2º lugar com 8 vitórias em 11 jogos. Destaque para as vitórias sobre o Avaí (1 a 0 na Ressacada), Brusque (3 a 2 em Brusque), Criciúma (1 a 0 no João Marcatto) e as históricas goleadas sobre o Metropolitano (4 a 2 no João Marcatto), Joinville (4 a 1 na Arena Joinville), Atlético de Ibirama (4 a 2 no João Marcatto) e o Próspera (8 a 1 em Próspera). Apesar da excelente campanha, o Criciúma conquistou o primeiro turno após o revés do Juventus diante do Figueirense por 2 a 1, em Florianópolis, na última rodada.
Já no segundo turno, o Juventus fez uma campanha ruim, ficando em 11º lugar na classificação. Na classificação geral do campeonato, o tricolor jaraguaense ficou em 6º lugar, com 9 vitórias, 2 empates e 11 derrotas. Foram 44 gols pró e 40 contra, com saldo positivo de 4 gols.
Em 2008, com uma preparação deficitária, o elenco montado às pressas não conseguiu boa campanha e acabou rebaixado para a Série B (então chamada de Divisão Especial), ao ficar em 11º lugar dentre 12 equipes.

### Em 2009, o acesso para a Série A
Em 2009, o clube firmou uma parceria com a empresa Falcão Sports, do jogador da Seleção Brasileira de futsal, Falcão. A empresa assumiu o departamento de futebol no início do ano e o resultado foi o acesso para a Série A (então chamada de Divisão Principal). Neste ano, o Juventus conquistou o primeiro turno do campeonato com 7 vitórias em 9 jogos. Destaque para as vitórias contra o Videira (2-1), Próspera (1-0), Hercílio Luz (3-1), CFZ Imbituba (3-1), Joaçaba (2-1) e Concórdia (2-0).
No 2º turno, a equipe ficou em 4º lugar, com 3 vitórias e 3 empates em 9 jogos, mas já estava classificada para o quadrangular semifinal. Destaque para as vitórias contra o Próspera (4 a 1 em Próspera), NEC (4 a 0) e Hercílio Luz (1 a 0 em Tubarão).
No quadrangular semifinal, o Juventus ficou em 2º lugar, conquistando a vaga para a Série A e disputando o título com o CFZ Imbituba, que conquistou o título na ocasião.
Em 2010, a parceria com a Falcão Sports foi desfeita. Neste ano o Moleque Travesso fez uma campanha muito abaixo do esperado e acabou rebaixado para a Série B do Catarinense.

### Permanência na Série B
Em 2011, uma nova parceria com empresários foi firmada, mas sem atingir os objetivos esperados. No primeiro turno, a equipe chegou até às semifinais, sendo eliminada pelo Hercílio Luz (0-3; 1-0). No segundo turno, o Juventus ficou em 8º lugar e não se classificou para as semifinais. O clube ficou em 7º lugar na classificação geral, ficando assim mais uma temporada na Série B. O Juventus acabou amargando pela primeira vez em sua história dois anos inteiros e consecutivos na segunda divisão estadual (em 2008 a segunda divisão foi disputada no mesmo ano que a primeira, e no seguinte já veio a conquista do acesso).

### Vice-campeão em 2012
Com uma diretoria completamente nova, em 2012 o Juventus resgatou sua identidade tricolor nos uniformes de jogo, o que não ocorria desde antes do clube se profissionalizar, nos anos 70. A volta ao uniforme tricolor deu sorte e o Moleque Travesso conquistou o vice-campeonato da Segunda Divisão, e o consequente retorno à Divisão de Elite de Santa Catarina.
No 1º turno, a equipe terminou em 3º lugar na fase de grupo, com 4 vitórias em 9 jogos. Destaque para as vitórias sobre o Hercílio Luz (3-0), Biguaçu (2-1), Porto (3-0) e Caxias (4 a 0 em Joinville). Nas semifinais foram dois confrontos contra o Guarani, com empate em 0 a 0 no João Marcatto e vitória do Guarani por 3 a 1 em Palhoça.
No 2º turno, o Juventus terminou em 1º lugar na fase de grupo, com 6 vitórias em 9 jogos. Destaque para as goleadas históricas aplicadas sobre o Tubarão (5 a 0 em Tubarão), Biguaçu (6 a 0 no João Marcatto) e Caxias (6 a 0 no João Marcatto). Nas semifinais o Juventus eliminou o Tubarão (0-1; 2-1). Já na final, derrota de 1 a 0 para o Guarani de Palhoça no primeiro jogo. Na decisão, no Estádio João Marcatto, vitória por 3 a 0, conquistando o título do returno e a vaga na Série 2013.
Na final do Campeonato foram dois confrontos contra o Guarani, com derrota por 1 a 0 em Palhoça e empate em 0 a 0 na final, em Jaraguá do Sul. Com os resultados, o Juventus conquistou o Vice-Campeonato do Campeonato Catarinese Série B de 2012.

### Rebaixamento em 2022
Em 2022 foi rebaixado no Campeonato Catarinense após ficar na lanterna fazendo apenas 7 pontos em 11 jogos.

## Invencibilidade
O Juventus detém uma das maiores invencibilidades dentro das competições oficiais do futebol catarinense. O feito foi conquistado em 2004, ano do retorno do clube ao profissionalismo, na Série B1. O Moleque Travesso ficou 23 partidas sem perder um jogo sequer, entre os dias 30 de maio (data da derrota por 2 a 1 para o Carlos Renaux) e 9 de outubro (data da derrota para o Operários Mafrenses), totalizando 130 dias sem derrotas. Foram 14 vitórias e 9 empates.
As 23 partidas disputadas neste período foram
02/06/04 — GE Juventus 1x0 CA Fraiburgo
06/06/04 — GE Juventus 1x0 Brusque FC
09/09/04 — Figueirense B 0x1 GE Juventus
16/06/04 — Camboriú 1x1 GE Juventus
20/06/04 — GE Juventus 5x0 Real Sport AC
27/06/04 — Concórdia FC 1x1 GE Juventus
30/06/04 — Concórdia FC 0x0 GE Juventus
04/07/04 — GE Juventus 1x0 Concórdia FC
07/07/04 — Blumenau EC 1x2 GE Juventus
11/07/04 — GE Juventus 3x1 Blumenau EC
14/07/04 — GE Juventus 3x1 Brusque FC
18/07/04 — Brusque FC 1x1 GE Juventus
25/07/04 — EC Internacional 1x1 GE Juventus
01/08/04 — GE Juventus 2x1 CA Operários Mafrenses
08/08/04 — CA Canoinhas 0x0 GE Juventus
15/08/04 — GE Juventus 1x1 Blumenau EC
22/08/04 — CA Fraiburgo 0x0 GE Juventus
29/08/04 — GE Juventus 2x0 Carlos Renaux
04/09/04 — Brusque FC 0x2 GE Juventus
08/09/04 — GE Juventus 3x0 Figueirense B
12/09/04 — GE Juventus 2x2 SD Camboriuense
19/09/04 — Real Sport AC 0x2 GE Juventus (jogo em Gaspar)
26/09/04 — GE Juventus 2x1 Concórdia FC

## Títulos
| ESTADUAIS | ESTADUAIS                        | ESTADUAIS | ESTADUAIS  |
|           | Competição                       | Títulos   | Temporadas |
|           | Campeonato Catarinense - Série C | 1         | 2004       |
| --------- | -------------------------------- | --------- | ---------- |

### Outros títulos
- Grupo C do Torneio Centro-Sul: 1969
- Vice-campeão do Catarinense da Segunda Divisão: 1990, 2008, 2009, 2012
- Turno do Catarinense da Segunda Divisão - Taça Governador Casildo Maldaner: 1990
- Turno do Catarinense da Série C: 2004
- Turno do Catarinense da Divisão Especial: 2009
- Returno do Catarinense da Divisão Especial: 2012

### Municipais
- Campeonato Citadino de Jaraguá do Sul 3 vezes (1974, 1975 e 1982).

### Outras conquistas

#### Torneios estaduais
- Campeonato de Integração Waldomiro Schützler 1993

### Categorias de base
- Campeonato Catarinense de Juniores (Sub-20) da Série A (1ª Divisão): 1996
- Campeonato Catarinense de Juniores (Sub-20) da Série B (Divisão Especial): 2009
- Campeonato Catarinense Juvenil Aberto: 2006
- Campeonato Catarinense Juvenil da Série B (Sub-17) 2015
- XX Copa Sul-Americana de Futebol de Base (categoria juvenil) 2009

## Estatísticas

### Participações
|  | Participações em 2025 |

| Competição     | Competição             | Temporadas | Melhor campanha           | Estreia | Última | P | R |
| Santa Catarina | Campeonato Catarinense | 19         | 3º colocado (1994 e 2006) | 1976    | 2022   |   | 5 |
| Santa Catarina | Série B                | 16         | Vice-campeão (4 vezes)    | 1990    | 2025   | 5 | – |
| Santa Catarina | Série C                | 1          | Campeão (2004)            | 2004    | 2004   | 1 |   |
| Santa Catarina | Copa SC                | 10         | Vice-campeão (2021)       | 1991    | 2025   |   |   |
| Brasil         | Série C                | 2          | 24º colocado (1995)       | 1995    | 1996   | – | – |
| Brasil         | Série D                | 2          | 38º colocado (2021)       | 2021    | 2022   | – |   |